# Безбабченко Андрій Іванович
Андрі́й Іва́нович Безба́бченко (5 березня 1964, Тирасполь — 22 травня 2019, Вапнярка) — молдовський (регіон Придністров'я) політичний діяч, голова адміністрації міста Тирасполь з 24 січня 2012 року по 28 вересня 2016 року.

## Життєпис
Народився 5 березня 1964 року в Тирасполі. З 1971 по 1979 рік навчався в тираспольській середній школі № 2 і № 11 зі спортивним ухилом, а з 1979 по 1982 рік навчався в ПТУ-8, де отримав спеціальність «слюсар-інструментальник». 1983 року був призваний на військову службу у військову частину міста Бендери і демобілізований 1985-го. Вищу освіту отримав 2003-го, закінчивши Придністровський університет ім. Шевченка за спеціальністю «Історик».

### Трудова діяльність
1986 року призначений методистом фізкультурно-оздоровчої роботи тираспольського заводу металовиробів ім. Добродєєва, де одночасно був керівником комсомольської організації. З 1989 року обіймав посаду заступника директора молодіжного центру «Проба» Міського комітету Комуністичної Спілки Молоді Молдови, а 1990-го був призначений директором цього ж центру. Пізніше молодіжний центр «Проба» було перейменовано в ТОВ «Тираспольська Інвестиційна Будівельна Компанія».
З 5 квітня 2004 року по 24 січня 2012 року був директором ТОВ «Тираспольська Інвестиційна Будівельна Компанія», а в 2005 році був обраний депутатом Тираспольського міської ради.
24 січня 2012 року призначений на посаду глави державної адміністрації Тирасполя і Дністровська, 28 вересня 2016 року подав у відставку, так як вирішив працювати у передвиборній команді Євгена Шевчука.

## Звання та нагороди
- Медаль «За трудову доблесть» (так звана ПМР) (2013)[8]
- Грамота такзваного «Президента ПМР» (2007)[9]
- Кандидат у майстри спорту з боксу
- Медаль «25 років ПМР»[10]

## Примітка
1. ↑  Бывший мэр столицы Приднестровья убит под Одессой. Архів оригіналу за 28 травня 2019. Процитовано 28 травня 2019.
2. ↑  Указ Президента ПМР №42 О назначении руководителей исполнительных органов государственной власти Приднестровской Молдавской Республики (рос.). 24 січня 2012. Архів оригіналу за 30 травня 2013. Процитовано 30 травня 2013.
3. ↑  Безбабченко Андрей Иванович. Архів оригіналу за 30 травня 2013. Процитовано 30 травня 2013. [Архівовано 2017-10-17 у Wayback Machine.]
4. ↑  Безбабченко Андрей Иванович. Архів оригіналу за 30 травня 2013. Процитовано 30 травня 2013.
5. ↑  ВЫБОРЫ – ИТОГИ – ПЕРСПЕКТИВЫ (рос.). Архів оригіналу за 20 березня 2016. Процитовано 30 травня 2013. [Архівовано 2016-03-20 у Wayback Machine.]
6. ↑  АНДРЕЙ БЕЗБАБЧЕНКО: «ОПЫТ, КОТОРЫЙ Я ПРИОБРЕЛ НА ГОСУДАРСТВЕННОЙ СЛУЖБЕ, ХОЧУ ПРИМЕНИТЬ В ВЫБОРАХ ПРЕЗИДЕНТА». novostipmr.com. 29 вересня 2016. Архів оригіналу за 1 жовтня 2016. Процитовано 30 вересня 2016.
7. ↑  Указ Президента ПМР № 397 «Об освобождении от должности главы государственной администрации города Тирасполь и города Днестровск». president.gospmr.ru. 28 вересня 2016. Архів оригіналу за 1 жовтня 2016. Процитовано 30 вересня 2016.
8. ↑  Указ № 395 «О награждении государственными наградами Приднестровской Молдавской Республики». 1 сентября 2013. Архів оригіналу за 17 вересня 2013. Процитовано 1 вересня 2013.
9. ↑  О НАГРАЖДЕНИИ ГРАМОТОЙ И ВРУЧЕНИИ БЛАГОДАРСТВЕННОГО ПИСЬМА ПРЕЗИДЕНТА ПРИДНЕСТРОВСКОЙ МОЛДАВСКОЙ РЕСПУБЛИКИ. 27 серпня 2007. Архів оригіналу за 30 травня 2013. Процитовано 30 травня 2013.
10. ↑  Указ Президента ПМР № 338 «О награждении юбилейной медалью «25 лет Приднестровской Молдавской Республике» (Русский) . 31 серпня 2015. Архів оригіналу за 5 вересня 2015. Процитовано 31 серпня 2015.